# Kuchipudi

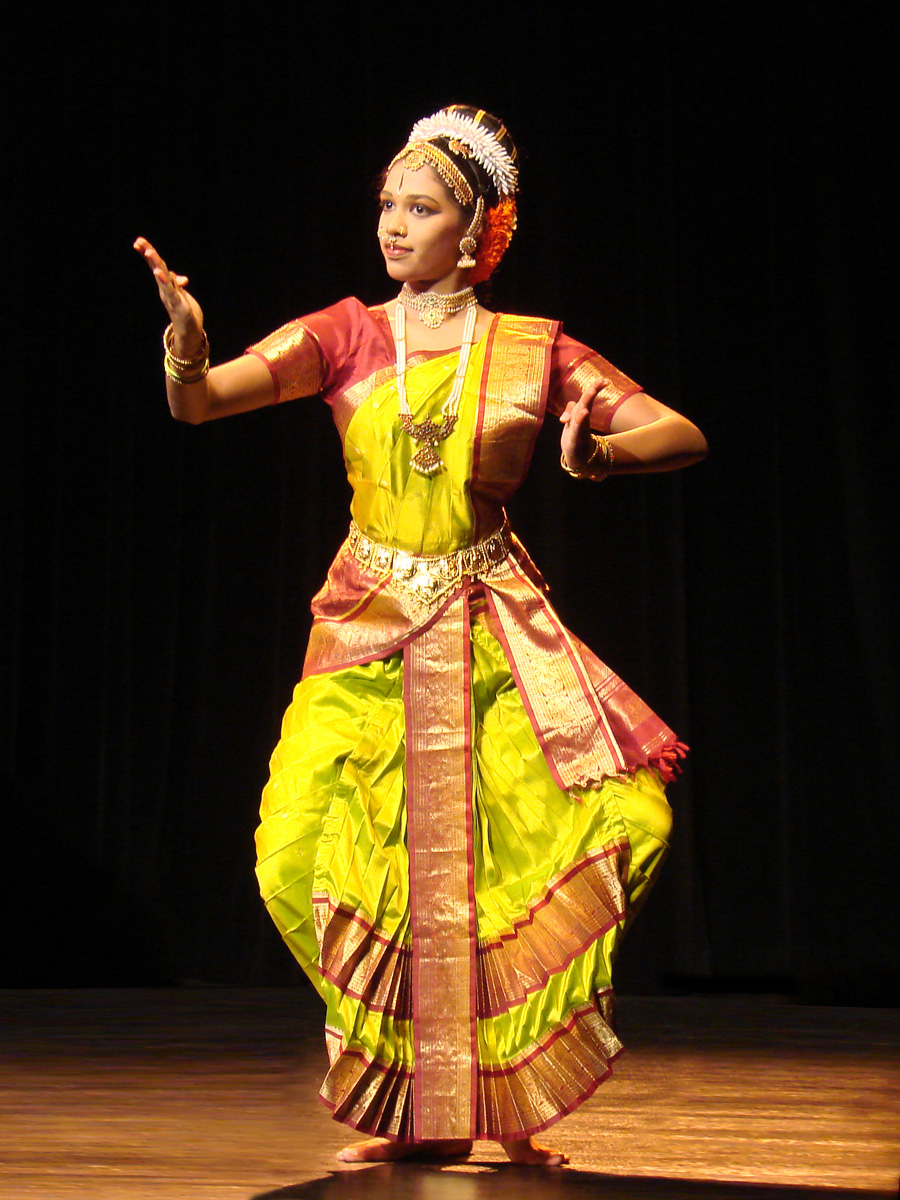
Bailarina danzando un paso de Kuchipudi.

Kuchipudi (en télugu: కూచిపూడి) es una danza clásica de la India de la región de Andhra Pradesh. También es popular en el sur de India. Kuchipudi es el nombre de un pueblo en Divi Taluka en el distrito de Kirshna que bordea la Bahía de Bengala y donde los residentes brahmanes han practicado este baile tradicional, que así adquirió su designación.
El baile usualmente comienza con algunas etapas de rito, después de lo cual cada personaje sale al escenario y se presenta con un daru (una composición pequeña de canción y baile) para introducir su identidad, establecer el estado de ánimo del personaje en el drama.
Luego comienza el drama. El baile es acompañado por canciones de típica música carnática. El cantante es acompañado por una mridangam (un instrumento clásico de percusión del sur de India), un violín, una flauta y la tambura (un instrumento de cuerdas que se pulsan). Los ornamentos usados por los artistas son generalmente hechos de una madera ligera llamada Boorugu.

## Estilo
En Kuchipudi el estilo es acerado y brillante. Interpretado acompañado por la música carnática clásica, comparte muchos elementos con el Bharatanatyam. En su exposición solista, los números del Kuchipudi incluyen el 'jatiswaram' y el 'tillana', mientras que el nritya posee varias composiciones líricas que reflejan el deseo del devoto de fusionarse con Dios.
Más allá de las diferencias estilísticas de los pasos del Kuchipudi y Bharatanatyam, hay ciertos tipos de danzas que son únicas en el Kuchipudi. Especialmente, está el Tarangam  del Kuchipudi que es único en cuanto a que el bailarín debe bailar sobre una placa de bronce, colocando los pies sobre los bordes elevados. El bailarín mueve el plato con equilibrio mientras que tradicionalmente baila en el plato con dos diyas (pequeñas velas de aceite), en sus manos mientras sostiene un "kundi" (un frasco pequeño) que contiene agua en su cabeza. Al final del baile, el bailarín apaga las velas y lava sus manos con el agua del recipiente.
También hay diferencias sutiles en los vestuarios de ambos tipos de baile. Generalmente, los vestidos de Bharatanatyam tienen tres abanicos en diferentes alturas que dan la ilusión de pliegues de un sari. Sin embargo, en el Kuchipudi, sólo hay un solo abanico que tiende a ser más largo que el abanico más largo de los vestidos de Bharatanatyam.
El Karana número 20 es muy frecuente en la danza de Kuchipudi. Además de seis padabhedas, los bailarínes de Kuchipudi también utilizan algunos adugulu o adavus tradicionales de esta escuela: Chaukam, Katteranatu, Kuppi Adugu, Ontaduvu, Jaraduvu, Pakkanatu.

## Movimientos y música
Las canciones en Kuchipudi son pantomimas con expresiones seductoras, miradas rápidas y fugaces emociones que evocan la rasa. En Tarangam, a veces, la bailarina se pone una olla llena de agua en su cabeza y baila sobre la placa de latón. La canción que acompaña este número proviene del famoso Krishna Leela Tarangini, un texto que relata la vida y eventos del Señor Krishna.
En números expresivos, un bailarín a veces elige el papel de Satyabhama, la reina orgullosa y segura de sí misma del Señor Kirshna, del baile-drama Bhama Kalapam. La reina pasa por varias etapas de amor. Cuando se separa del Señor Krishna, ella recuerda los días felices de unión con él y lo añora. Al final, ellos se reúnen luego que ella le envía una carta.
Otro número del repertorio de Kuchipudi que merece una mención es el Krishna Shabdam, en el que una lechera invita a Krishna para una cita de muy diversas maneras, brindando la oportunidad a la bailarina de mostrar los encantos de una mujer.

## Personas conocidas en esta tradición
- Dr. Vempati Chinna Satyam
- Guru P. V. Bharani Shenkar
- Anurag Deb[1]
- Debasis Pradhan[2]
- Guru [ayarama Rao y Vanashree Rao
- Srinivasa Rao Ravi
- Vedantam Lakshminarayana
- Dr. Uma Rama Rao
- Tadepalli Perayya
- Chinta Krishna Murthy
- Vedantam Sathya Narayana Sarma
- Dr. Korada Narasimha Rao
- Guru Bala Kondala Rao
- P.B Krishna Bharathi
- Pasumarthi Venu Gopala Krishna Sarma
- Dr.Raja Radha Reddy
- swagath kuchipiudi
- Sobha Naidu,[3]
- Mahamkali Surya Narayana Sarma,[4]
- Dr. Yashoda Thakore
- Vijayapal Pathloth
- Vamshee Krishna Varma
- Mallika Ramprasad
- Indira Sreeram Dixith
- Ravi Vempati
- Sasikala Penumarthi
- Kamala Reddy
- Vanaja Ayyalaraju Dasika
- SandhyaSree Athamkuri
- Sarada Jammi
- Anuradha Nehru
- Himabindu Challa
- Yamini Saripalli

La importancia de la forma del baile de Kuchipudi no es limitada sólo en India. Ahora, hay un número popular de profesores de Kuchipudi, coreógrafos y bailarínes en Norteamérica, Reino Unido, Australia y otras partes del mundo.

## Bailarines de Kuchipudi establecen un Récord Guinness
Con más de 2,800 bailarines de Kuchipudi, creó un récord en el Libro Guinness de los Récords el 26 de diciembre de 2010 presentándose en Hindolam Thillana en el estadio GMV Balayogi en Hyderabad.
El espectáculo fue realizado por bailarines de 15 países y cada estado se escenificó en la alabanza del coreógrafo de Kuchipudi Siddhendhra Yogi.
El programa 11 Minutes, fue organizado como parte de la ceremonia de clausura de la segunda Convención de Danza Internacional de Kuchipudi.
La invitada principal al evento fue la presidenta de India, Pratibha Patil, el gobernador de Andhra Pradesh, E.S.L. Narasimhan, y el primer ministro, N. Kiran Kumar Reddy, quienes felicitaron a los participantes.
Aplausos llenaron el lugar mientras el programa llegaba a su final y un representante del Libro Guinness de los Récords anunció que se había quedado sin habla con la magnitud del programa. Los exponentes de Kuchipudi Vempati Chinasatyam, Yamini Krishnamurthy, Raja Reddy Radha Reddy, y Sobha Naidu fueron felicitados por la presidenta. Más tarde, discípulos de Raja Reddy Radha Reddy, presentaron Devi Smriti invocando a la diosa para eliminar los sufrimientos de la gente. El Sr. Kiran Kumar Reddy, quién había anunciado una ayuda de 25 lakh de rupias en el Día Inaugural, entregó el cheque de la cantidad al ministro de Estado del Desarrollo de Recursos Humanos, Daggubati Purandeswari.